# Теллер (Аляска)
Теллер (англ. Teller, юпикские языки: Tala) — город в зоне переписи населения Ном, штат Аляска, США. Население по данным переписи 2010 года составляет 229 человек.

## География
По данным Бюро переписи населения США площадь населённого пункта составляет 5,5 км², из них суша составляет 5,0 км², а водные поверхности — 0,5 км². Расположен на полуострове Сьюард, в 116 км к северо-западу от Нома.

## Население
По данным переписи 2000 года население города составляло 268 человек. Расовый состав: коренные американцы — 92,54 %; белые — 7,46 %. Доля лиц в возрасте младше 18 лет — 41,4 %; лиц старше 65 лет — 6,7 %. Средний возраст населения — 24 года. На каждые 100 женщин приходится 135,1 мужчин; на каждые 100 женщин в возрасте старше 18 лет — 134,3 мужчин.
Из 76 домашних хозяйств в 53,9 % — воспитывали детей в возрасте до 18 лет, 36,8 % представляли собой совместно проживающие супружеские пары, 15,8 % — женщины без мужей, 19,7 % не имели семьи. 18,4 % от общего числа хозяйств на момент переписи жили самостоятельно, при этом 5,3 % составили одинокие пожилые люди в возрасте 65 лет и старше. В среднем домашнее хозяйство ведут 3,53 человек, а средний размер семьи — 3,80 человек.
Средний доход на совместное хозяйство — $23 000; средний доход на семью — $20 000.
Динамика численности населения города по годам:
| 1930 | 1940 | 1950 | 1960 | 1970 | 1980 | 1990 | 2000 | 2010 |
| ---- | ---- | ---- | ---- | ---- | ---- | ---- | ---- | ---- |
| 76   | 118  | 160  | 217  | 220  | 212  | 151  | 268  | 229  |